# Saturn Award de la meilleure musique
Le Saturn Award de la meilleure musique (Saturn Award for Best Music) est une récompense décernée chaque année depuis 1975 par l'Académie des films de science-fiction, fantastique et horreur (Academy of Science Fiction Fantasy & Horror Films) pour récompenser le ou les compositeurs de la meilleure musique pour un film de science-fiction, fantastique ou d'horreur.

## Palmarès
Note : L'année indiquée est celle de la cérémonie, récompensant les films sortis au cours de l'année précédente. Les lauréats sont indiqués en tête de chaque catégorie et en caractères gras. Les titres originaux sont précisés entre parenthèses, sauf s'ils correspondent au titre en français.
Exceptionnellement, il n'y a pas eu de cérémonie en 1989. La cérémonie de 1990 a récompensé les films sortis en 1988, celle de 1991 ceux sortis en 1989-90.

### Années 1970
- 1975 : Bernard Herrmann pour l'ensemble de sa carrière
- 1976 : Miklós Rózsa pour l'ensemble de sa carrière
- 1977 : David Raksin pour l'ensemble de sa carrière
- 1978 : John Williams pour Rencontres du troisième type et pour La Guerre des étoiles - ex æquo
- 1979 : John Williams (2) pour Superman
  - Jerry Goldsmith pour Ces garçons qui venaient du Brésil et pour Magic
  - Dave Grusin pour Le ciel peut attendre
  - Paul Giovanni pour The Wicker Man

### Années 1980
- 1980 : Miklós Rózsa pour C'était demain
  - Ken Thorne pour Le Trésor de la montagne sacrée
  - John Barry pour Le Trou noir
  - Paul Williams pour Les Muppets, le film
  - Jerry Goldsmith pour Star Trek, le film
- 1981 : John Barry pour Quelque part dans le temps
  - Pino Donaggio pour Pulsions
  - Béla Bartók pour Shining
  - John Williams pour L'Empire contre-attaque
  - Maurice Jarre pour Résurrection
- 1982 : John Williams (3) pour Les Aventuriers de l'arche perdue
  - Laurence Rosenthal pour Le Choc des Titans
  - Colin Towns pour Le Cercle infernal
  - Jerry Goldsmith pour Outland : Loin de la Terre
  - Ken Thorne pour Superman 2
- 1983 : John Williams (4) pour E.T. l'extra-terrestre
  - Basil Poledouris pour Conan le Barbare
  - Ken Thorne pour La Maison des spectres
  - Jerry Goldsmith pour Poltergeist
  - David Whitaker pour L'Épée sauvage
- 1984 : James Horner pour Brainstorm
  - Charles Bernstein pour L'Emprise
  - James Horner pour Krull
  - John Williams pour Le Retour du Jedi
  - James Horner pour La Foire des ténèbres
- 1985 : Jerry Goldsmith pour Gremlins
  - Ralph Burns pour Les Muppets à Manhattan
  - Giorgio Moroder et Klaus Doldinger pour L'Histoire sans fin
  - Michel Colombier pour Purple Rain
  - Brad Fiedel pour Terminator
- 1986 : Bruce Broughton pour Le Secret de la pyramide
  - Alan Silvestri pour Retour vers le futur
  - Maurice Jarre pour La Promise
  - James Horner pour Cocoon
  - Andrew Powell pour Ladyhawke, la femme de la nuit
- 1987 : Alan Menken pour La Petite Boutique des horreurs
  - James Horner pour Fievel et le Nouveau Monde
  - John Carpenter pour Les Aventures de Jack Burton dans les griffes du Mandarin
  - Howard Shore pour La Mouche
  - Jerry Goldsmith pour Link
- 1988 : Alan Silvestri pour Predator
  - Christopher Young pour Le Pacte (Hellraiser)
  - Bruce Broughton pour The Monster Squad
  - John Carpenter pour Prince des ténèbres
  - J. Peter Robinson pour Le Retour des morts-vivants 2
  - John Williams pour Les Sorcières d'Eastwick
- 1989 : Pas de cérémonie

### Années 1990
- 1990 : Christopher Young pour Hellraiser 2 : Les Écorchés
  - Danny Elfman pour Beetlejuice
  - Michael Hoenig pour Le Blob
  - Howard Shore pour Faux-semblants
  - John Massari pour Les Clowns tueurs venus d'ailleurs
  - John Carpenter et Alan Howarth pour Invasion Los Angeles
  - Alan Silvestri pour Qui veut la peau de Roger Rabbit
- 1991 : Alan Silvestri (2) pour Retour vers le futur 3
  - Alan Silvestri pour Abyss
  - Christopher Young pour La Mouche 2
  - Maurice Jarre pour Ghost
  - Jerry Goldsmith pour Gremlins 2, la nouvelle génération
  - Jack Hues pour La Nurse
  - James Horner pour Chérie, j'ai rétréci les gosses
  - Simon Boswell pour Santa sangre
  - Jerry Goldsmith pour Total Recall
  - Stanley Myers pour Les Sorcières
- 1992 : Loek Dikker pour Body Parts
  - Danny Elfman pour Edward aux mains d'argent
  - Steve Bartek pour Guilty as Charged
  - Howard Shore pour Le Silence des agneaux
  - Jerry Goldsmith pour Les Nuits avec mon ennemi
  - Jerry Goldsmith pour Warlock
- 1993 : Angelo Badalamenti pour Twin Peaks: Fire Walk with Me
  - Alan Menken pour Aladdin
  - Jerry Goldsmith pour Basic Instinct
  - Alan Menken pour La Belle et la Bête
  - Wojciech Kilar pour Dracula
  - Alan Silvestri pour La mort vous va si bien
  - Hans Zimmer et Trevor Horn pour Toys
- 1994 : Danny Elfman pour L'Étrange Noël de monsieur Jack
  - Marc Shaiman pour Les Valeurs de la famille Addams
  - Mark Isham pour Visiteurs extraterrestres
  - Graeme Revell pour Chasse à l'homme
  - Marc Shaiman pour Drôles de fantômes
  - John Williams pour Jurassic Park
  - Christopher Young pour Psychose meurtrière
- 1995 : Howard Shore pour Ed Wood
  - Alan Silvestri pour Forrest Gump
  - Elliot Goldenthal pour Entretien avec un vampire
  - Patrick Doyle pour Frankenstein
  - Jerry Goldsmith pour The Shadow
  - J. Peter Robinson pour Freddy sort de la nuit
- 1996 : Usual suspects – John Ottman
  - Braveheart – James Horner
  - Copycat – Christopher Young
  - Dolores Claiborne – Danny Elfman
  - Seven – Howard Shore
  - USS Alabama – Hans Zimmer
- 1997 : Danny Elfman (2) pour Mars Attacks!
  - Randy Edelman pour Cœur de dragon
  - Danny Elfman pour Fantômes contre fantômes
  - David Arnold pour Independence Day
  - Nick Glennie-Smith, Hans Zimmer et Harry Gregson-Williams pour Rock
  - Jerry Goldsmith pour Star Trek : Premier Contact
- 1998 : Danny Elfman (3) pour Men in Black
  - Alan Silvestri pour Contact
  - Joseph Vitarelli pour Commandements
  - John Powell pour Volte-face
  - Michael Nyman pour Bienvenue à Gattaca
  - David Arnold pour Demain ne meurt jamais
- 1999 : John Carpenter pour Vampires
  - George S. Clinton pour Sexcrimes
  - George Fenton pour À tout jamais : Une histoire de Cendrillon
  - Thomas Newman pour Rencontre avec Joe Black
  - Trevor Rabin pour Armageddon
  - Hans Zimmer pour Le Prince d'Égypte

### Années 2000
- 2000 : Danny Elfman (4) pour Sleepy Hollow : La Légende du cavalier sans tête
  - Jerry Goldsmith pour La Momie
  - David Newman pour Galaxy Quest
  - Randy Newman pour Toy Story 2
  - Thomas Newman pour La Ligne verte
  - Michael Nyman et Damon Albarn pour Vorace
- 2001 : James Horner (2) pour Le Grinch
  - James Newton Howard pour Dinosaure
  - Hans Zimmer et Lisa Gerrard pour Gladiator
  - Jerry Goldsmith pour L'Homme sans ombre
  - Hans Zimmer et John Powell pour La Route d'Eldorado
  - Tan Dun et Yo-Yo Ma pour Tigre et Dragon
- 2002 : John Williams (5) pour A.I. Intelligence artificielle
  - Howard Shore pour Le Seigneur des anneaux : La Communauté de l'anneau
  - Angelo Badalamenti pour Mulholland Drive
  - Joseph LoDuca pour Le Pacte des loups
  - John Powell et Harry Gregson-Williams pour Shrek
  - Nancy Wilson pour Vanilla Sky
- 2003 : Danny Elfman (5) pour Spider-Man
  - Howard Shore pour Le Seigneur des anneaux : Les Deux Tours
  - John Williams pour Minority Report
  - Reinhold Heil et Johnny Klimek pour Photo Obsession
  - Joe Hisaishi pour Le Voyage de Chihiro
  - John Williams pour Star Wars, épisode II : L'Attaque des clones
- 2004 : Howard Shore (2) pour Le Seigneur des anneaux : Le Retour du roi
  - Thomas Newman pour Le Monde de Nemo
  - Danny Elfman pour Hulk
  - Jerry Goldsmith pour Les Looney Tunes passent à l'action
  - Klaus Badelt pour Pirates des Caraïbes : La Malédiction du Black Pearl
  - John Ottman pour X-Men 2
- 2005 : Alan Silvestri (3) pour Van Helsing
  - John Williams pour Harry Potter et le Prisonnier d'Azkaban
  - Michael Giacchino pour Les Indestructibles
  - Alan Silvestri pour Le Pôle express
  - Ed Shearmur pour Capitaine Sky et le Monde de demain
  - Danny Elfman pour Spider-Man 2
- 2006 : John Williams (6) pour Star Wars, épisode III : La Revanche des Sith
  - James Newton Howard et Hans Zimmer pour Batman Begins
  - Danny Elfman pour Charlie et la Chocolaterie
  - Patrick Doyle pour Harry Potter et la Coupe de feu
  - John Ottman pour Kiss Kiss Bang Bang
  - John Williams pour La Guerre des mondes
- 2007 : John Ottman (2) pour Superman Returns
  - David Arnold pour Casino Royale
  - Trevor Rabin pour Flyboys
  - Douglas Pipes pour Monster House
  - Tom Tykwer, Johnny Klimek et Reinhold Heil pour Le Parfum : Histoire d'un meurtrier
  - John Powell pour X-Men : L'Affrontement final
- 2008 : Alan Menken (2) pour Il était une fois
  - Tyler Bates pour 300
  - Mark Mancina pour August Rush
  - John Powell pour La Vengeance dans la peau
  - Nicholas Hooper pour Harry Potter et l'Ordre du phénix
  - Jonny Greenwood pour There Will Be Blood
- 2009 : James Newton Howard et Hans Zimmer pour The Dark Knight : Le Chevalier noir
  - Clint Eastwood pour L'Échange
  - Ramin Djawadi pour Iron Man
  - John Powell pour Jumper
  - Alexandre Desplat pour L'Étrange Histoire de Benjamin Button
  - John Ottman pour Walkyrie

### Années 2010
- 2010 : James Horner (3) pour Avatar
  - Tarô Iwashiro pour Les Trois Royaumes
  - Christopher Young pour Jusqu'en enfer
  - Hans Zimmer pour Sherlock Holmes
  - Brian Eno pour Lovely Bones
  - Michael Giacchino pour Là-haut
- 2011 : Hans Zimmer (2) pour Inception
  - Daft Punk pour Tron : L'Héritage
  - Clint Eastwood pour Au-delà
  - Michael Giacchino pour Laisse-moi entrer
  - Gottfried Huppertz pour Metropolis (version intégrale restaurée)
  - John Powell pour Dragons
- 2012 : Super 8 – Michael Giacchino
  - Les Aventures de Tintin : Le Secret de La Licorne (The Adventures of Tintin : The Secret of the Unicorn) – John Williams
  - Captain America: First Avenger – Alan Silvestri
  - Cheval de guerre – John Williams
  - Hugo Cabret – Howard Shore
  - Mission impossible : Protocole Fantôme (Mission: Impossible – Ghost Protocol) – Michael Giacchino
- 2013 : Danny Elfman pour Frankenweenie
  - Mychael Danna pour L'Odyssée de Pi
  - Dario Marianelli pour Anna Karénine
  - Thomas Newman pour Skyfall
  - Howard Shore pour Le Hobbit : Un voyage inattendu
  - Hans Zimmer pour The Dark Knight Rises
- 2014 : Frank Ilfman pour Big Bad Wolves
  - Danny Elfman pour Le Monde fantastique d'Oz
  - Howard Shore pour Le Hobbit : La Désolation de Smaug
  - Brian Tyler pour Iron Man 3
  - Brian Tyler pour Insaisissables
  - John Williams pour La Voleuse de livres
- 2015 : Hans Zimmer pour Interstellar
  - Henry Jackman pour Captain America: The Winter Soldier
  - Michael Giacchino pour La Planète des singes : L'Affrontement
  - Alexandre Desplat pour Godzilla
  - Howard Shore pour The Hobbit: The Battle of the Five Armies
  - John Powell pour How to Train Your Dragon 2
- 2016 : John Williams (7) pour Star Wars, épisode VII : Le Réveil de la Force
  - M. M. Keeravani pour La Légende de Baahubali - 1re partie
  - Fernando Velázquez pour Crimson Peak
  - Ennio Morricone pour Les Huit Salopards
  - Tom Holkenborg pour Mad Max: Fury Road
  - Jóhann Jóhannsson pour Sicario
- 2017 : Justin Hurwitz pour La La Land
  - Michael Giacchino pour Docteur Strange
  - Michael Giacchino pour Rogue One: A Star Wars Story
  - James Newton Howard pour Les Animaux fantastiques
  - Thomas Newman pour Passengers
  - John Williams pour Le Bon Gros Géant
- 2018 : Michael Giacchino pour Coco
  - Ludwig Göransson pour Black Panther
  - John Debney et Joseph Trapanese pour The Greatest Showman
  - Alexandre Desplat pour La Forme de l'eau
  - John Williams pour Star Wars, épisode VIII : Les Derniers Jedi
  - Carter BurwellLe Musée des Merveilles
- 2019 : Le Retour de Mary Poppins – Marc Shaiman
  - Aladdin – Alan Menken
  - Avengers : Endgame – Alan Silvestri
  - Dumbo – Danny Elfman
  - Godzilla 2 : Roi des monstres – Bear McCreary
  - Ready Player One – Alan Silvestri

### Années 2020
- 2021 : John Williams (8) pour Star Wars, épisode IX : L'Ascension de Skywalker
  - Ludwig Göransson – Tenet
  - Nathan Johnson – À couteaux tirés
  - Jaeil Jung – Parasite
  - Thomas Newman – 1917
  - Trent Reznor et Atticus Ross – Mank

- 2022 : Michael Giacchino pour The Batman
  - Michael Abels – Nope
  - Nicholas Britell – Cruella
  - Danny Elfman – Doctor Strange in the Multiverse of Madness
  - Nathan Johnson – Nightmare Alley
  - Howard Shore – Les Crimes du futur
  - Joel P. West - Shang-Chi et la Légende des Dix Anneaux

- 2024 :John Williams (9) pour Indiana Jones et le Cadran de la destinée

- 2025 : Beetlejuice Beetlejuice – Danny Elfman
  - Dune, deuxième partie – Hans Zimmer
  - SOS Fantômes : La Menace de glace – Dario Marianelli
  - Hunger Games : La Ballade du serpent et de l'oiseau chanteur – James Newton Howard
  - La Planète des singes : Le Nouveau Royaume – John Paesano
  - Smile 2 – Cristobal Tapia de Veer